# Груздев, Евгений Петрович
Евгений Петрович Груздев (2 апреля 1993, Приозерск — 27 июня 2023, Вербовое) — российский офицер мотострелковых войск Российской Федерации, старший лейтенант, командир мотострелковой роты 70-го мотострелкового полка 42-й гвардейской мотострелковой дивизии 58-й гвардейской общевойсковой армии Южного военного округа. Герой Российской Федерации (2023).

## Биография
Родился 2 апреля 1993 года в городе Приозерске Ленинградской области. С 1995 года семья проживала в Забайкальском крае, сначала на станции Безречная Оловяннинского района, а позже в городе Борзя. В 2000 году Евгений пошёл в первый класс школы № 239 города Борзя. В 2001 году перевелся в Читинскую городскую школу № 12. С 2007 года семья проживала в городе Омске. В 2008 году поступил, а в 2011 году завершил обучение в Омском кадетском военном корпусе. В 2011 году был зачислен в Омский политехнический университет по направлению «Таможенное дело». После второго курса обучения в университете был переведён на заочное обучение и сразу же призван на срочную службу в ряды Вооруженных сил Российской Федерации. С 2013 по 2014 годы проходил срочную службу в посёлке Сибирский Алтайского края. Демобилизовавшись, в июне 2014 года заключил контракт с Министерством обороны Российской Федерации. Служил в железнодорожной бригаде в городе Омске.
В 2015 году поступил в Новосибирское высшее военное командное училище. В 2019 году завершил обучение и был направлен на службу в 58-ю гвардейскую общевойсковую армию Южного военного округа. В ноябре 2021 года назначен командиром мотострелковой роты.
С февраля 2022 года принимал участие в российском военном вторжении в Украину. 2 августа 2022 года был ранен. Погиб 27 июня 2023 года в бою у села Вербовое Пологовского района Запорожской области.
Похоронен 3 июля 2024 года в Омске на Аллее Героев Западного кладбища.
Указом Президента Российской Федерации (закрытым) от 23 сентября 2023 года «за мужество и героизм, проявленные при исполнении воинского долга», старшему лейтенанту Евгению Петровичу Груздеву было присвоено звание «Герой Российской Федерации» (посмертно).
7 декабря 2023 года звезда Героя была передана семье.

## Память
- Бюст Е. П. Груздева установлен на Аллее Героев Новосибирского высшего военного командного училища.
- Памятный знак открыты в Чите на здании многопрофильной гимназии № 12, где учился Груздев Е. П.
- 7 декабря 2023 года в Омском кадетском корпусе была открыта памятная доска